# No me etiquetes
No me etiquetes es el sexto álbum de estudio de la banda argentina de rock Árbol, lanzado en el año 2009. El disco cuenta con la participación del violinista Diego Velázquez, que participó en varias canciones y conciertos de la banda. El disco combina rock alternativo, pop punk y hardcore con hip hop, cumbia y música electrónica, incluyendo la canción «Yo soy lo más», que incluye elementos de varios de estos géneros.

## Lista de canciones
| N.º | Título                | Letras                    | Música                                                 | Duración |  |
| 1.  | «El sábado en Ramos»  | Sebastián Bianchini       | Pablo Romero, Bianchini                                | 3:10     |  |
| 2.  | «Puñal»               | Bianchini                 | Martín Millán, Romero, Bianchini                       | 2:33     |  |
| 3.  | «Volveré a mi barrio» | Romero, Bianchini         | Romero                                                 | 4:23     |  |
| 4.  | «El viaje de mi vida» | Millán, Romero, Bianchini | Romero                                                 | 2:29     |  |
| 5.  | «Ji jó»               | Bianchini                 | Bianchini                                              | 2:40     |  |
| 6.  | «Es verano»           | Romero                    | Romero, Millán                                         | 3:35     |  |
| 7.  | «Paquita»             | Manuel Eduardo Toscano    | Toscano, arreglos: Romero, Bianchini, Millán, Bruckner | 2:20     |  |
| 8.  | «Yo soy lo más»       | Bianchini                 | Bruckner, Bianchini                                    | 2:32     |  |
| 9.  | «Corazón de naranja»  | Romero                    | Romero                                                 | 2:49     |  |
| 10. | «Etiquetas»           | Romero, Bianchini         | Bianchini                                              | 2:16     |  |
| 11. | «Abuela»              |                           | Bianchini                                              | 1:38     |  |

- Datos: Q5784758